# آبي غوف
آبي غوف هو محامي وسياسي أمريكي، ولد في 21 ديسمبر 1899 في كولفاكس في الولايات المتحدة، وتوفي في 23 نوفمبر 1984 في موسكو في الولايات المتحدة. نشط حزبياً في الحزب الجمهوري. وقد انتخب رئيس وانتخب عضو مجلس ولاية أيداهو ‏ (1941 – 1941) وانتخب عضو مجلس النواب الأمريكي ‏.